# Гільдебранд (герцог Провансу)
Гільдебранд (фр. Childebrand Ier; 690–751) — державний та військовий діяч Франкської держави, герцог Провансу.

## Життєпис
Походив з роду Арнульфінгів (Піпінідів). Син мажордома Піпіна Герістальського та конкубіни, більшість дослідників схиляються до думки, що її звали Альпаїда. Втім це не є достеменним. Народився близько 690 року в замку Герісталь неподалік від Льєжа.
Приблизно наприкінці 710-х років після захоплення його братом Карлом влади у Франкській державі отримав графство Отен у Бургундії, а також маєтності Перресі і Божі. Брав участь у походах брата до Аквітанії, напевно, брав участь у битві біля Пуатьє проти арабів та активно допомагав у 732—734 роках в приборканні Бургундії.
Вже у 736 році Гільдебранд значиться як один з провідних військовиків свого брата Карла. Відзначився під час підкорення Провансу. У 737 році під час нового повстання Моронта, герцога Провансу, Гільдебранд керував облогою й захопленням Авіньйону. Після цього отримав титул герцога Провансу. У 738 році організував захист Бургундії і Провансу від арабських нападів. 739 року придушив нове повстання Моронта.
У 740-х роках придушив повстання в Бургундії, зміцнивши владу свого небожа Піпіна III. Можливо, в подальшому зберігав владу в Провансі як герцог. Був покровителем автора другої частини хроніки, відомої під назвою «Продовжувачі Фредегара». Помер 751 року.

## Родина
- Нібелунг (705/720-770/786) — сеньйор Перрасі і Божі
- Теодерік (708—755), граф Отену
- Адалард (д/н—763), граф Шалону
- Сігіберт (д/н—820), граф Руергу, родоначальник Руерзького (Тулузького) дому.
- Еккаред